# Pascal Elbé
Pascal Elbé (nascido como Pascal El-Bez) é um ator e diretor francês de origem argelina.

## Biografia
Elbé nasceu na comunidade de Colmar, em Haut-Rhin, França em 13 de março de 1967. Criou-se em Estrasburgo e após cursar Teatro, ingressou como ator em 1992, através da peça Charité bien ordonnée. Pascal já atuou em quase 50 filmes, alguns dos quais dirigiu.

## Filmografia
| Ano  | Título(original)                   | Título(em português)        | Personagem                    |
| ---- | ---------------------------------- | --------------------------- | ----------------------------- |
|      |                                    |                             |                               |
| 2013 | Les boulistes                      |                             |                               |
| 2012 | La cerise sur le gâteau            |                             | Antoine                       |
| 2012 | Le Fils de l'Autre                 | O Filho do Outro            | Alon Silberg                  |
| 2012 | Mon canard (curta)                 |                             | Philippe                      |
| 2011 | R.I.F.                             |                             | Cap. Bertrand Barthélémy      |
| 2011 | La solitude du pouvoir             |                             | Pierre Vasseur                |
| 2010 | Comme les cinq doigts de la main   |                             | Jonathan Hayoun               |
| 2010 | Tête de turc                       |                             | Simon                         |
| 2009 | Neuilly sa mère!                   |                             | o médico                      |
| 2009 | Quelque chose à te dire            | Algo Que Você Precisa Saber | Antoine Celliers              |
| 2009 | Romaine par moins 30               |                             | Justin                        |
| 2008 | L'emmerdeur                        |                             | Edgar Wolf                    |
| 2008 | Mes amis, mes amours               |                             | Antoine                       |
| 2008 | Baby Love                          |                             | Philippe                      |
| 2008 | Les insoumis                       |                             | Jean Ba                       |
| 2008 | Un coeur simple                    |                             | Théodore                      |
| 2008 | Cortex                             |                             | Dr. Chenot                    |
| 2007 | Le dernier gang                    |                             | Giraurd                       |
| 2007 | 3 amis                             |                             | César                         |
| 2007 | U.V.                               |                             | André-Pierre Vauvenargues     |
| 2007 | La tête de maman                   |                             | Antoine Gotchac               |
| 2006 | 2006 Mauvaise foi                  |                             | Milou                         |
| 2006 | Le porte-bonheur                   |                             | Théo Landry                   |
| 2006 | Le Rainbow Warrior                 |                             | Korovine                      |
| 2005 | Le cactus                          |                             | Sami                          |
| 2005 | L'amour aux trousses               |                             | Paul                          |
| 2005 | Les mauvais joueurs                |                             | Vahé Krikorian                |
| 2005 | Tout pour plaire                   |                             | Simon Devos                   |
| 2004 | Nos amis les flics                 |                             | Perac                         |
| 2003 | Père et Fils                       | Pais, Filhos & Etc          | Simon                         |
| 2002 | Le Raid                            |                             | Mathias Morin, o apresentador |
| 2001 | Vertiges de l'amour                |                             | Bernoit                       |
| 2001 | Margaux Valence: Le secret d'Alice |                             | Ludo                          |
| 2000 | Vive nous!                         |                             | Marc                          |
| 1999 | Tout baigne!                       |                             | Bouta                         |
| 1999 | Les parasites                      |                             | Bernoit                       |
| 1998 | Bimboland                          |                             | o enfermeiro                  |
| 1997 | XXL                                |                             | François Stern                |
| 1996 | Les chiens ne font pas des chats   |                             | Simon                         |